# زبيدة قاسم
زبيدة قاسم (17 يونيو 1962)، ممثلة ليبية ولدت في العاصمة الليبية طرابلس.

## حياتها الشخصية
ولدت زبيدة قاسم 17 يونيو 1962 في منطقة السوالم بسوق الجمعة في العاصمة طرابلس، قدمت أول أدوارها وهي لازالت تدرس في المستوي الإعدادي، متزوجة من الملحن الليبي بلقاسم النائلي منذ سنة 1977.

## مسيرتها
كانت تعمل في قسم الطباعة في الهيئة العامة للمسرح والموسيقى والفنون الشعبية، اتجهت للتمثيل عن طريق الصدفة عندما كانت ترافق زميلتها التي تعمل في المسرح الجديد (المسرح الليبي)، فكانت تعطي لزميلتها الملاحظات أثتاء قيامها بالدور مما لفت انتباه المخرج عبد الله الزروق الذي رشحها للعمل معه في المسرحية فأسند لها دور أم رغم ان عمرها وقتها 15 سنة في مسرحية (زينب) مع الفنانة حميدة الخوجة والفنان منصور عاكف سنة 1976 بالرغم من معارضة أهلها لها ومقاطعتهم لها إلى اليوم، كما تم فصلها من المدرسة في المستوى الإعدادي لوجود صورتها علي ملصق إحدى المسرحيات في شوارع طرابلس مما أغضب إدارة المدرسة فتدخلت الفنانة حميدة الخوجة التي أوصلت الموضوع لوزير التعليم آنذاك شخصيا.
وأثناء بروفات مسرحية (زينب) تعرفت على أبو القاسم النائلي الذي وضع الموسيقى التصويرية للمسرحية فتزوجها لاحقاً، قدمت بعد ذلك العديد من المسرحيات منها (طاح الغطاء يا أمبمبكه)، و (إللي يركبها يعرف يسيرها)، (شموع مضيئة)، و (حروف بارزة)، غابت بعدها سنوات لتعود بعد ذلك وتشارك الفنان مصطفي المصراتي في مسرحية (بعد العشرة تبان الناس) والذي أطلق عليها اسم زبيدة قاسم زبيدة تيمناً بلقبها وقاسم تيمنا باسم زوجها أبو القاسم النائلي لازمها دور الأم في العديد من الأعمال إن لم يكن كل أدوارها.
غابت عن المسرح بسبب حالتها الصحية فقد خضعت لأكثر من عملية جراحية في العمود الفقري مما تسبب غيابها عن المسرح نهائيا لتكتفي بأعمالها في التلفزيون فقط.
قامت بتجربة تقديم البرامج لأول مرة في برنامج سفرتنا على قناة 218 الليبية.

## أعمالها

### في المسرح
- زينب مع الفنان منصور عاكف وحميدة الخوجة
- طاح الغطاء يا أمبمبكة
- إللي يركبها يعرف يسيرها
- شموع مضيئة
- حروف بارزة
- بعد العشرة تبان الناس مع الفنان مصطفي المصراتي
- السندبادمع الفنان فتحي الكحلول

### في المرئية

#### مسلسلات
- بنات مختار (مسلسل درامى)
- الكنة (مسلسل درامى)
- كريمة (مسلسل درامى)
- صراع القرية (مسلسل درامى)
- العمارة (مسلسل درامى)
- اليقين (مسلسل درامى)
- دموع الرجال (مسلسل درامى)
- السيرة العامرية (مسلسل درامى)
- أيام الجور (مسلسل درامى)
- الشريمة (مسلسل كوميدي)

##### منوعات
- اللمة والشاهي واللوز (منوعة رمضانية)
- قالوها (منوعة رمضانية الموسم 1)
- قالوها (منوعة رمضانية الموسم 2)
- قالوها (منوعة رمضانية الموسم 3)
- قالوها (منوعة رمضانية الموسم 4)
- هى هكى (منوعة رمضانية)

- في ما ينقال (منوعة رمضانية) 2017
- قيموها يا عقالها
- مسعودة وأفكارها السودة
- السيد الصالح
- كلام الحق وجاع
- الناس بالناس

#### تقديم البرامج
- سفرتنا
- زينك ميعاد
- مكتب فهيمه